# Erin Mirabella
Erin Veenstra-Mirabella (nascida em 18 de maio de 1978) é uma ciclista olímpica estadunidense. Representou sua nação nos Jogos Olímpicos de Verão de 2000 e 2004.